# Castello di Godego
Castello di Godego (Gódego in veneto) è un comune italiano di 6 997 abitanti della provincia di Treviso in Veneto.

## Origini del nome
Il comune si è chiamato semplicemente "Godego" fino al R.D. 10 novembre 1867, n. 4098, che ne modificò il toponimo per distinguerlo da Godega di Sant'Urbano.
La prima parte allude al castello di cui si hanno notizie a partire dal X secolo. La seconda sembra invece derivare da gothicus, in riferimento a un insediamento di Goti.

## Storia

### Le origini

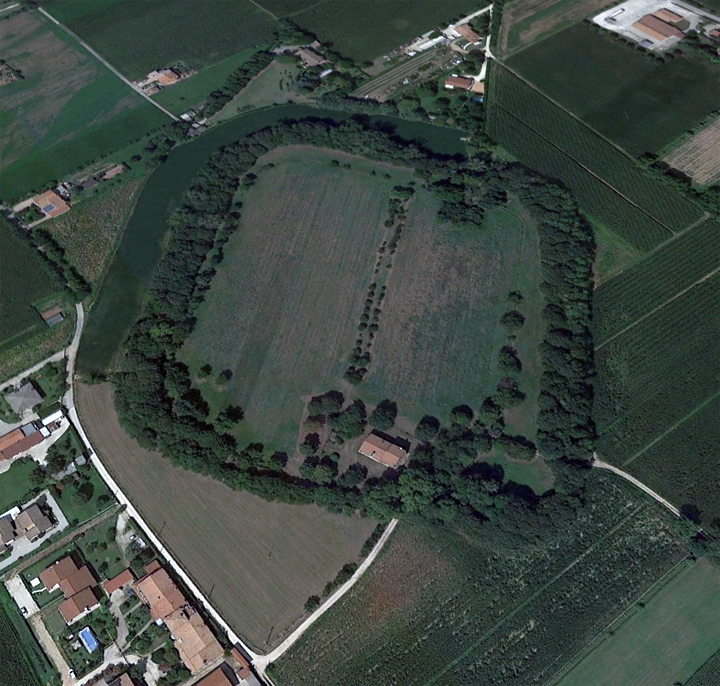
Le Motte

Frequentato sin dall'epoca preromana, il territorio veniva identificato da Tito Livio come la
propria patria e la sede storica dei veneti antichi. La testimonianza più evidente dell'epoca è rappresentata dalle Motte, un grandioso arginamento risalente all'età del bronzo allineata all'antico letto del fiume Muson dove abbondano i reperti. È evidente che si tratta di un manufatto molto antico visto che non segue la regolarità della centuriazione romana, orientato verso nordovest-sudest.

### I Romani
Ben più abbondanti sono i reperti di epoca romana. Come già accennato, sono ben visibili le tracce della centuriazione che, allora, rientrava nel territorio dell'attuale Padova (il Muson segnava il confine con Asolo).
Le arature hanno restituito i resti di muraglie, sepolture, vasi e altro ancora. Spicca particolarmente un emblema bronzeo raffigurante Ercole con la clava. Si può quindi concludere che anticamente Godego rappresentasse un villaggio di una certa rilevanza, vista anche la sua posizione favorevole lungo la via Postumia.
Verso il IV-V secolo si ebbe l'evangelizzazione della zona di Castelfranco grazie all'influenza della diocesi di Padova. Si ritiene comunque che una prima comunità cristiana si fosse formata a Godego nel VI secolo, poco prima dell'invasione longobarda.

### L'età barbarica
L'importanza strategica del centro portò successivamente gli Ostrogoti a installare nella zona un presidio militare (lasciando, forse, il nome al paese). Il VI secolo fu segnato dalle conseguenze della guerra gotica, che vide la vittoria dei Bizantini. Il conflitto provocò lo spopolamento delle campagne a favore delle città e dei villaggi più grossi; tra questi, doveva esserci anche Godego.
Fu poi la volta dei Longobardi: secondo il Comacchio, furono loro a insediarsi, sulle rive del Muson, in un castello fondato su fortificazioni preesistenti, chiamato più tardi Godego. Di fronte alla chiesa è stata rinvenuta una sepoltura con un corredo di orecchini e fibule risalente al VII secolo.

### Il medioevo
Godego è menzionata per la prima volta in un documento del 28 maggio 972: attesta che l'imperatore Ottone I donava ad Abramo, vescovo di Frisinga, alcuni possedimenti sparsi tra il Vicentino e il Trevigiano.
In questo periodo Godego rappresenta una corte, ovvero un distretto, che, dall'inizio del XII secolo, venne assegnata dal vescovo di Frisinga a Ecelo II degli Ezzelini, con l'obbligo di richiederne l'investitura nel caso in cui fosse passato ai discendenti. Non avendo Ezzelino I "il Balbo" adempiuto a ciò, nel 1159 il feudo ritornò al vescovo di Frisinga, ma l'anno successivo veniva ridato alla famiglia, ora con investitura perpetua.
Nel 1179 i Padovani, alleati ai coneglianesi che si erano ribellati a Treviso, invasero la Marca Trevigiana e espugnarono il castello di Godego, radendolo al suolo. Si ritiene che la fortezza fosse stata costruita dagli Ezzelini tra l'XI e il XII secolo, su un rialzo del terreno ancor oggi noto come "castelliere di Ezzelino".
Nel 1223 entrò in possesso della corte di Godego il noto Ezzelino da Romano. Nel 1229 entrò in guerra con i Padovani e il castello fu nuovamente distrutto. Con la tragica estinzione della famiglia, avvenuta nel 1260, il vescovo di Frisinga assegnò il feudo a Tiso VII da Camposampiero.
Nel Trecento Godego era sede di una pieve da cui dipendevano anche gli abitati di Ramon, Castione e Villarazzo. Si trattava di un territorio ancora in gran parte coperto da boschi in cui abbondava la selvaggina, in particolare i lupi: un documento del 1318 ricorda che un tal Giovanni da Godego ricevette dal comune di Treviso 40 soldi per aver catturato una lupa.

### La Repubblica di Venezia
Dal 1339 Godego entrò a far parte dei domini della Serenissima e venne assegnato alla podesteria di Castelfranco. La dominazione veneziana cessò nel 1357, con l'arrivo delle truppe ungheresi; durante questo conflitto, nel 1378, Godego fu saccheggiata.
La Serenissima tornò, ora definitivamente, nel 1388. Cessata anche la parentesi della guerra della Lega di Cambrai, la popolazione poté godere di un periodo di pace, conclusosi nel 1797 con la caduta di Venezia per mano di Napoleone.

### Napoleone
Il periodo dell'occupazione francese portò ancora gravi sofferenze dovute ai passaggi di truppe con i conseguenti saccheggi, ruberie e requisizioni.

### Prima guerra mondiale
Nell'ambito della Battaglia degli Altipiani dal 12 giugno 1916 vi arriva la 43ª Squadriglia che vi resta fino al 12 luglio successivo.
Dalla fine del 1917 arriva la 35ª Squadriglia che resta fino al 14 maggio 1918, dal 3 novembre 1917 la 27ª Squadriglia fino al 29 novembre 1918, dal 18 novembre 1917 la 48ª Squadriglia fino al 25 novembre 1918, dal 6 dicembre 1917 la Escadrille 44 fino alla fine di febbraio 1918 e dal 16 dicembre 1917 la Escadrille 36 fino al 28 febbraio 1918; alla metà di dicembre 1917 era presente anche la Escadrille SOP 206 sui Sopwith 1½ Strutter.
Dal 31 gennaio 1918 arriva la Escadrille 22 fino al 13 marzo, dal 13 febbraio la Escadrille 14 fino al 26 marzo, da luglio il II Gruppo (poi 2º Gruppo volo) fino a dicembre e dopo il 20 ottobre 1918 la 1ª Sezione seguita il 24 ottobre dalla 4ª della 21ª Squadriglia fino al 29 ottobre.

### Seconda guerra mondiale
Durante il conflitto fu luogo dell'eccidio di Castello di Godego, strage considerata l'ultima compiuta dall'esercito tedesco durante la seconda guerra mondiale in Italia, per questo è significativo il gemellaggio con Boves, dove invece avvenne il primo eccidio.

### Simboli
Lo stemma e il gonfalone sono stati concessi con decreto del presidente della Repubblica dell'11 dicembre 1997.
Il gonfalone è un drappo di rosso.

### Onorificenze

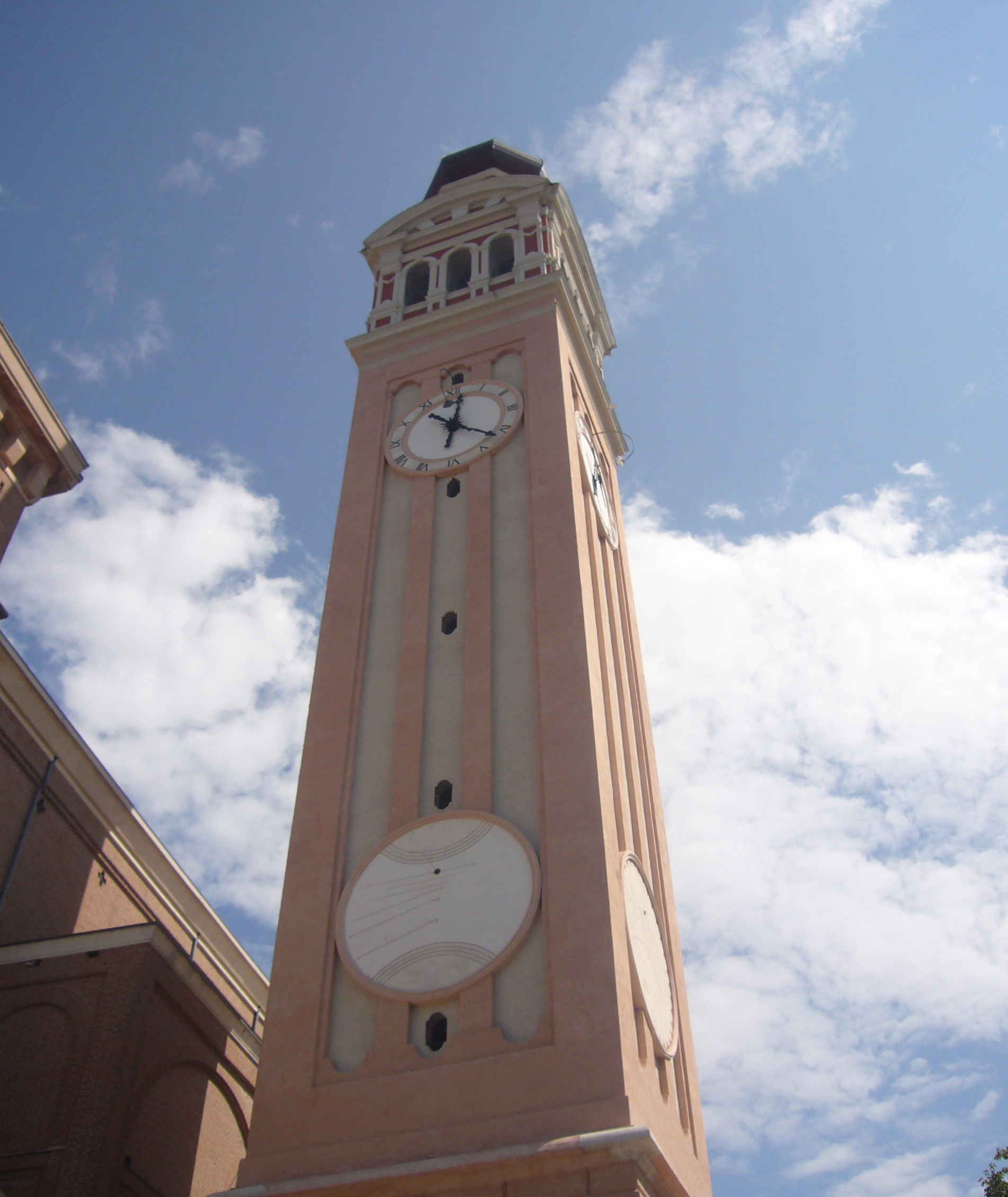
Il campanile della chiesa parrocchiale

## Monumenti e luoghi d'interesse
- Sacello di San Pietro, del IV secolo, costruita nei pressi del torrente Muson, che rappresenta una delle più antiche chiese della zona.
- Il Santuario della Beata Vergine della Crocetta; esso è chiamato in questo modo per la miracolosa apparizione della Madonna con una piccola croce di legno in mano, avvenuta secondo la tradizione il 2 luglio 1420[11].
- La Chiesa Parrocchiale della Natività di Maria Santissima, costruita nei primi decenni del XX secolo e consacrata il 7 settembre 1956[12].
- L'Oratorio di Sant′Antonio costruito nel XVII secolo nelle vicinanze di villa Priuli.

Le ville venete:
- La Villa Beltrame del XVIII secolo, in origine si chiamava Ca' Zorzi.
- La Villa Caprera del XIX secolo, è in stile neoclassico
- La Villa Negri del XVII secolo, è un edificio con riquadri a marmorino sulla facciata e una barchessa sul lato.
- La Villa Priuli del XVII secolo. Attualmente è un museo civico e, nel piano superiore, è sede della biblioteca comunale.
- Villa Garzoni Martini del XV-XVIII secolo, in origine " Mocenigo",con il suo ampio parco e boschetto, in prossimità della piazza.
- Il Barco Mocenigo fu costruito a metà del XV secolo come luogo di intrattenimento dopo le battute di caccia. Attualmente è una scuola-bottega per opere artistiche.
- Il Sepolcreto Romano
- La Villa Renier/Foscarini del XVII secolo. Recentemente ristrutturata.
- La Villa Enrico di Sardagna, ospita oggi un istituto salesiano con Scuole paritarie Primaria e Secondaria di Primo Grado

## Società

### Evoluzione demografica
Abitanti censiti

### Etnie e minoranze straniere
Al 31 dicembre 2017 gli stranieri residenti nel comune erano 678, ovvero il 9,4% della popolazione. Di seguito sono riportati i gruppi più consistenti:
1. Romania: 341
2. Macedonia del Nord: 63
3. Marocco: 61
4. India: 21
5. Ghana: 20

## Cultura

### Eventi
- Sagra patronale della natività di Maria attorno all'8 settembre
- Godego in cornice: sfilata in costume medioevale e rinascimentale (ogni quattro anni)
- Ogni fine giugno ci sono i festeggiamenti di San Pietro
- Estate godigese a luglio
- Sagra della Madonna della Crocetta le prime due settimane di luglio
- Mercatini di Natale 8 dicembre

## Economia
L'economia locale, storicamente basata sull'agricoltura, ha visto sorgere negli anni sessanta i primi insediamenti industriali. Tra le aziende più importanti, il pastificio Jolly Sgambaro, la Simec Spa (di proprietà della famiglia Stangherlin, originaria proprio di Castello di Godego) e la Breton Spa.

## Amministrazione
Il 29 ottobre 2012 il prefetto di Treviso Aldo Adinolfi, a seguito delle dimissioni del 50% più uno dei consiglieri comunali, ha disposto la sospensione del Consiglio comunale e nominato commissario prefettizio il vice prefetto vicario Pietro Signoriello. Il 7 novembre 2012, a causa dello scioglimento del vicino comune di Vedelago, il prefetto Adinolfi ha nominato il vice prefetto vicario Signoriello commissario prefettizio di Vedelago e il vice prefetto aggiunto Paola De Palma commissario prefettizio di Castello di Godego.
Con le elezioni amministrative in Italia del 2018 viene eletto sindaco Diego Parisotto.
| Periodo | Periodo   | Primo cittadino        | Partito                      | Carica                  | Note |
| ------- | --------- | ---------------------- | ---------------------------- | ----------------------- | ---- |
| 1970    | 1980      | Luigi Milani           | Democrazia Cristiana         | Sindaco                 |      |
| 1980    | 1987      | Gino Bolzon            | Democrazia Cristiana         | Sindaco                 |      |
| 1987    | 1995      | Sante Marchetti        | Democrazia Cristiana         | Sindaco                 |      |
| 1995    | 1999      | Luciano Milani         | Centro                       | Sindaco                 |      |
| 1999    | 2009      | Angelo Civiero         | Centro-sinistra              | Sindaco                 |      |
| 2009    | 2012      | Francesco Luison       | Centro-destra                | Sindaco                 |      |
| 2012    | 2012      | Pietro Signoriello     |                              | Commissario prefettizio |      |
| 2012    | 2013      | Paola De Palma         |                              | Commissario prefettizio |      |
| 2013    | 2018      | Pier Antonio Nicoletti | Lista civica Godego viva     | Sindaco                 |      |
| 2018    | in carica | Diego Parisotto        | Lista civica Progetto Godego | Sindaco                 |      |

### Gemellaggi
- Boves
- Labastide-Saint-Pierre

### Altre informazioni amministrative
La denominazione del comune fino al 1867 era Godego.
Tra il 1868 e il 1887 il comune ha compreso la frazione Castione, scorporata dal comune di Loria e poi reintegrata allo stesso (Censimento 1881: pop. res. 377).

## Sport
Gli sport principali sono la pallavolo, basket, pattinaggio artistico, calcio e il ciclismo.
Il basket milita in Prima divisione con GodegoBasket.
La pallavolo milita in Serie D.
Il calcio milita in Eccellenza Veneta.
Il ciclismo è presente con squadre di giovanissimi , juniores e allievi.